# Gian Francesco de Majo
Gian Francesco de Majo (Napoli, 24 marzo 1732 – Napoli, 17 novembre 1770) è stato un compositore italiano.
Nella sua epoca era soprannominato "Ciccio".

## Biografia
Iniziò a studiare musica con il padre Giuseppe de Majo e successivamente con lo zio Gennaro Manna e il prozio Francesco Feo. Ancora adolescente, all'età di tredici anni, prestava servizio come secondo cembalo al Teatro di Corte e dal 1747 aiutava già il padre, occupato dal 1745 nel ruolo di direttore della Cappella Reale, come organista soprannumerario senza ricevere compensi. Dopo la morte del primo organista della cappella Pietro Filippo Scarlatti avvenuta nel 1750, iniziò a ricevere lo stipendio di un ducato al mese per il suo incarico, ma nel 1758, con l'elevazione a secondo organista, salì a otto ducati. Oltre all'attività organistica, dal 1749 fu attivo nella medesima cappella come compositore di lavori sacri.
Il 7 febbraio 1759 a Parma mise in scena la sua prima opera, Ricimero, re dei goti: l'anno stesso il lavoro fu riallestito a Roma, dove, come testimonia Goldoni nelle sue Memorie, ebbe un trionfante successo. Agli inizi del 1760 a causa della tubercolosi non poté musicare il libretto Il trionfo di Camilla di Silvio Stampiglia per il Teatro San Carlo, ma riuscì comunque a presentare per il giugno dello stesso anno il componimento drammatico Astrea placata con Gaetano Guadagni e per novembre il dramma per musica Cajo Fabrizio, il quale fu ben accolto dal pubblico.
Tra il 1761 e il 1763 rappresentò alcune sue opere nelle città dell'Italia settentrionale: fu a Livorno, a Venezia e infine a Torino; durante questo viaggio ebbe occasione anche di conoscere Padre Martini. Dopo esser tornato nella città natale per breve periodo, partì nel febbraio del 1764 per la volta di Vienna, in quanto aveva ricevuto la commissione di comporre un'opera per celebrare l'incoronazione di Giuseppe II a imperatore, e poi nello stesso anno giunse a Mannheim.
Dopo aver dato a Madrid un suo lavoro, tornò in Italia nel 1765 e presentò al Teatro Regio di Torino Montezuma su libretto di Vittorio Amedeo Cigna-Santi con Giuseppe Aprile. Ritornò a Napoli l'anno seguente, ma ancora per una volta vi rimase poco, in quanto parti per un altro viaggio attraverso l'Italia e l'Europa: fu nuovamente a Mannheim e nel ritorno si fermò a Venezia e a Roma. Nell'agosto del 1767 successe al padre Giuseppe nella carica di maestro di cappella presso la corte reale napoletana: per assumere questo posto era entrato in competizione con Niccolò Piccinni.
A causa di problemi finanziari de Majo dovette rinunciare a molti viaggi futuri per la messa in scena di sue nuove opere. Accanto alla posizione di direttore della cappella, riprese il vecchio incarico di secondo organista e l'attività di composizione di lavori sacri. Per celebrare il compleanno della regina Maria Carolina gli fu commissionato di comporre un'opera, Eumene, da rappresentare il 4 novembre del 1770 al San Carlo, ma a causa del peggioramento delle sue condizioni di salute la prima fu rinviata a gennaio dell'anno successivo. Tuttavia de Majo non riuscì a terminarla (compose solamente il 1° atto) in quanto morì di tisi il 17 novembre. L'opera fu quindi terminata da Giacomo Insanguine e da Pasquale Errichelli.

## Considerazioni sull'artista
De Majo nella sua epoca fu molto stimato dai contemporanei: Mozart, che ebbe occasione di ascoltarlo in una chiesa napoletana, in una lettera a sua sorella definì la sua musica "bellissima", per lo scrittore Wilhelm Heinse la melodia di Gian Francesco era migliore di quella di Pergolesi e Gluck.
I suoi lavori, nei quali egli utilizzò la struttura tradizionale dell'opera seria, riscossero notevole successo soprattutto grazie al loro valore drammatico rese possibile attraverso un'espressiva intensificazione della musica ed effettuando opportuni mutamenti sulla struttura delle arie. Contrariamente ai dettami dell'opera seria dell'epoca, le sue opere presentano al loro interno lauti spettacoli e parecchi cori e assiemi, usati generalmente nelle scene composte da elementi eterogenei. Nei trattati del XVIII secolo egli è considerato, assieme a Niccolò Jommelli e Tommaso Traetta, uno dei tre compositori napolitani che sperimentarono una riforma dell'opera seria, riforma che attualmente viene attribuita a Gluck.
Anche la musica sacra presenta un livello di alta qualità drammatica, ottenuta grazie ai recitativi accompagnati e alle impressionanti dissonanze armoniche.

## Lavori

### Opere
- Ricimero, re dei goti (opera seria, libretto di Pietro Pariati e Apostolo Zeno, 1759, Parma)
- Cajo Fabrizio (opera seria, libretto di Apostolo Zeno, 1760, Napoli)
- Astrea placata (componimento drammatico, libretto di Pietro Metastasio, 1760, Napoli)
- Almeria (opera seria, libretto di Marco Coltellini, 1761, Livorno)
- Artaserse (opera seria, libretto di Pietro Metastasio, 1762, Venezia)
- Catone in Utica (opera seria, libretto di Pietro Metastasio, 1762, Teatro Regio di Torino diretta da Giovanni Battista Somis)
- Demofoonte (opera seria, libretto di Pietro Metastasio, 1763, Roma)
- Alcide negli orti esperidi (opera seria, libretto di Marco Coltellini, 1764, Vienna)
- Ifigenia in Tauride (opera seria, libretto di Mattia Verazi, 1764, Mannheim)
- Montezuma (opera seria, libretto di Vittorio Amedeo Cigna-Santi, basato su La conquista del Messico di Antonio de Solis, 1765, Torino)
- La costanza fortunata (La constancia dichosa) (festa teatrale, libretto di Ludovico Savioli, 1765, Madrid)
- Alessandro (nell'Indie) (opera seria, libretto di Mattia Verazi, dopo Pietro Metastasio, 1765, Mannheim)
- Antigono (opera seria, libretto di Pietro Metastasio, 1767, Venezia)
- Antigona (opera seria, libretto di Gaetano Roccaforte, 1768, Roma)
- Ipermestra (opera seria, libretto di Pietro Metastasio, 1768, Napoli)
- Adriano in Siria (opera seria, libretto di Pietro Metastasio, 1769, Roma)
- Didone abbandonata (opera seria, libretto di Pietro Metastasio, 1770, Venezia)
- Eumene (1° atto) (opera seria, libretto di Apostolo Zeno, 1771, Teatro San Carlo di Napoli; completata da Giacomo Insanguine e Pasquale Errichelli e rappresentata postuma con Giuseppe Aprile)

### Opere di dubbia attribuzione
- Ifigenia in Aulide (opera seria, libretto di Apostolo Zeno, 1762, Napoli)
- Ezio (opera seria, libretto di Pietro Metastasio, 1769, Venezia)
- Ulisse (opera seria, 1769, Roma)
- L'eroe cinese (opera seria, libretto di Pietro Metastasio, 1770, Napoli)